# Зюзін Олександр Семенович
Олександр Семенович Зюзін (1903 — 1985) — геодезист, кандидат технічних наук. Заслужений майстер спорту СРСР (1947 р.).

## Життєпис
Народився в селі Обіточне Катеринославської губернії (тепер Чернігівський район, Запорізька обл., Україна).
Його професійні та альпіністські інтереси збіглися на Кавказі: понад 25 років він досліджував льодовики Кашка-Таш і Нахажбіт.
У роки війни працював на оборонних підприємствах Сибіру.
Перше сходження — 1933 р. Здійснив 110 сходжень на Кавказі, з них понад 40 першосходжень. У передвоєнні роки, будучи начальником навчальної частини а/т «Сталь» в ущелині Адирсу, підготував більше двох тисяч альпіністів і близько 60 інструкторів. 1946—1965 рр. — був начальником навчальної частини Української школи інструкторів в а/т «Локомотив» («Адилсу») і ряду альпіністських зборів.
Найважливіша його заслуга в альпінізмі — беззмінне керівництво молодими альпіністами міста Дніпропетровська. 1934—1939 рр. — дніпропетровці під керівництвом Зюзіна першими з радянських альпіністів освоїли райони Адилсу, Тютюсу, Псигансу, Теплі на Кавказі, разом з ним зробили безліч прекрасних сходжень. Вперше було пройдено складні маршрути в  Дігорії на вершини Доппах (1937), Суган (1937), здійснено першосходження на Теплі (1939), першопроходження — траверс Адирсу (1939), повний траверс вершин Доппаха (1939), траверс пік Вуллей — Бжедух — Вільна Іспанія (1947).
З 1948 р. і майже до самої смерті був доцентом кафедри геодезії Дніпропетровського інституту інженерів залізничного транспорту.
Опублікував 33 роботи за фахом в журналах «рос. Известия географических наук» АН СРСР, «рос. Геодезия, картография и аэрофотосъемка», в працях Всесоюзного географічного товариства.
Написав книгу «рос. Геодезические наблюдения на леднике Кашка-Таш» (Дніпропетровськ, 1964). Ця робота відображена також в «рос. Известиях Всесоюзного географического общества» (т. 81 за 1949 р. і т. 91 за 1966 р.). Співавтор книги «рос. От Эльбруса до пика Коммунизма» (Київ: Здоров'я, 1971); автор статей: «рос. Суганський хребет», 1949; «Повний траверс Доппаха», 1950; "Льодовик Кашка-Таш на Кавказі. Трохи історії ", 1970—1971;«У глиб Дігора», 1973—1974.

## Відзнаки та нагороди
- Заслужений майстер спорту СРСР;
- Медаль «За доблесну працю у Великій Вітчизняній війні 1941—1945 рр.»;
- Медаль «В ознаменування 100-річчя з дня народження Володимира Ілліча Леніна»

## Ресурси Інтернету
- Зюзін Олександр Семенович [Архівовано 11 червня 2010 у Wayback Machine.]